# Топшелф Оупън 2014
Топшелф Оупън 2014 е тенис турнир, провеждащ се в Росмален, Нидерландия от 15 до 21 юни 2014 г. Това е 25-ото издание на Топшелф Оупън. Турнирът е част от категория „Международни“ на WTA Тур 2014 и сериите 250 на ATP Световен Тур 2014.

## Сингъл мъже
- Роберто Баутиста Агут побеждава  Бенямин Бекер с резултат 2–6, 7–6(7–2), 6–4.

## Сингъл жени
- Коко Вандевеге побеждава  Джън Дзие с резултат 6–2, 6–4.

## Двойки мъже
- Жан-Жулиен Ройер /  Хория Текау побеждават  Сантяго Гонзалес /  Скот Липски с резултат 6–3, 7–6(7–3).

## Двойки жени
- Марина Еракович /  Аранча Пара Сантонха побеждават  Михаела Крайчек /  Кристина Младенович с резултат 0–6, 7–6(7–5), [10–8].